# Kalle Blomquist – sein schwerster Fall
Kalle Blomquist – sein schwerster Fall (Originaltitel:  Mästerdetektiven lever farligt) ist ein Kinderfilm von Olle Hellbom nach dem Roman Kalle Blomquist lebt gefährlich von Astrid Lindgren.

## Handlung
Kalle, Anders und Eva-Lotta sind Mitglieder der Weißen Rose. Als Weiße Rose kämpfen sie gegen die Rote Rose (Benka, Jonte und Sixtus). Diese sind eigentlich ihre besten Freunde, aber im Spiel ihre ärgsten Feinde. Kalle, Anders und Eva-Lotta haben den Groß-Mummerich, einen magischen Stein, versteckt. Diesen wollen die Mitglieder der Roten Rose finden. Die Rote Rose erklärt der Weißen Rose den Krieg.
Auf dem Weg zu dem Versteck der Weißen Rose begegnen Kalle, Anders und Eva-Lotta Gren, der sie beobachtet und zu sich selbst sagt „Ja, ja, ja der Kindheit froh und unschuldige Spiele“. Eva-Lotta erklärt, dass ihr Vater Gren nicht mag, da er anderen Geld borgen würde und später ein Vielfaches des Geldes zurückverlange. Wenig später hören Kalle und Eva-Lotta zufällig ein Gespräch von Gren und einer anderen ihnen unbekannten Person. Diese bittet Gren, ihm noch ein wenig Zeit für die Rückzahlung zu geben, aber Gren lehnt ab. Die beiden vereinbaren einen Treffpunkt an der alten Schlossruine, wo die unbekannte Person Gren das Geld übergeben will. Außerdem sprechen sie über einen Schuldschein. Eva-Lotta schaut durch das Fenster, sieht von der unbekannten Person aber nicht viel.
Wenig später ist Eva-Lotta auf dem Weg zum Groß-Mummerich. In der Nähe der alten Schlossruine rennt ein Mann an Eva-Lotta vorbei, er verliert einen Schuldschein, den Eva-Lotta aufhebt und einsteckt. Kurz darauf findet Eva die Leiche von Gren. Sie steht unter Schock und bleibt zunächst einmal zu Hause.
An die Person mit dem Schuldschein kann sich Eva-Lotta nicht mehr ganz genau erinnern. Sie erklärt der Polizei, dass sie nur noch wisse, dass das ganze um 14 Uhr geschah, der Mann kleinkarierte Hosen trug, schwarzes Haar hatte und einen Schnurrbart. Außerdem sei er etwa 30–40 Jahre alt, etwa 1,75 Meter groß und habe einen Fleck auf der Hand. Er habe einen Schuldschein verloren, aber sie wisse nicht mehr, wo dieser hingekommen sei und könne sich auch nicht mehr ganz genau an das Gesicht des Mörders erinnern.
Auch zu Hause lässt der Mörder Eva-Lotta nicht in Ruhe und schickt ihr vergiftete Süßigkeiten. Obwohl Kalle anfangs ein wenig zweifelt, einen Mordfall lösen zu können, beschließt er zu helfen. Kalle kann der Polizei beweisen, dass Arsen in einer Tafel Schokolade steckt.
Kurz darauf suchen Kalle und Anders nach dem Schuldschein des Mörders. Sie finden jedoch nur einen Zettel, der dem Schuldschein sehr ähnlich sieht.
Währenddessen findet Eva-Lotta den echten Schuldschein in ihrer Rocktasche. Während sie nach Kalle und Anders sucht, trifft Eva-Lotta auf den Mörder. Sie erkennt diesen anhand des Flecks auf dessen Hand. Eva-Lotta kann den herbeieilenden Anders und Kalle in ihrer geheimen Räubersprache mitteilen, dass es sich um den Mörder handelt. Kalle schafft es, die Polizei zu informieren. Jedoch versucht der Mörder, mit einem Motorboot zu fliehen. Kalle stoppt das Boot und die Polizei nimmt den Mörder in Gewahrsam.

## Besetzung & Synchronisation
| Rolle              | Schauspieler      | Synchronsprecher |
| ------------------ | ----------------- | ---------------- |
| Kalle Blomkvist    | Leif Nilsson      | Arne Elsholtz    |
| Anders Bengtsson   | Sven Almgren      | Helo Gutschwager |
| Eva-Lotta Lisander | Birgitta Hörnblad |                  |
| Björk              | Sigge Fürst       | Werner Peters    |
| Karl August Gren   | Georg Skarstedt   | Herbert Weißbach |

## Hintergrund
Kalle Blomquist – sein schwerster Fall wurde in Trosa, Södermanland gefilmt. Bei der alten Schlossruine handelt es sich in Wirklichkeit um zwei Kalköfen, die sich einst neben der noch heute vorhandenen Kalkmühle von Andervik befanden. Der Film wurde am 7. Dezember 1957 in Schweden erstausgestrahlt. In Deutschland wurde der Film ab dem 24. August 1958 in den deutschen Kinos gezeigt. Im Dezember 1963 folgte die deutsche Fernsehausstrahlung. Im Mai 1999 wurde der Film auf Video veröffentlicht. Am 21. September 2018 erfolgte die Veröffentlichung auf DVD unter dem Titel: Kalle Blomquist, Rasmus & Co. Auf der DVD sind außerdem die Filme Kalle Blomquist lebt gefährlich, Kalle und das geheimnisvolle Karussell und Rasmus und der Vagabund enthalten.

## Kritik
Anna Zamolska von KinderundJugendmedien.de findet, dass Olle Hellbom mit Kalle Blomquist – sein schwerster Fall ein „Meisterwerk“ gelungen ist,  „das bis heute nichts von seinem Charme und seiner Lindgrenschen Atmosphäre eingebüßt“ habe. Die Stadt sei „ein vollkommenes Abbild“ der kleinen Stadt aus Astrid Lindgrens Beschreibungen. Außerdem lobt sie die  „spritzigen Dialoge“. Jeder Satz würde vor Lebensfreude sprühen.
Weiter lobt sie Kalles chemische Analysen, zum Beispiel die der Arsen-Probe. Diese sei  „nicht nur für Kinder ein magischer Einblick in die Chemie, sondern auch für Erwachsene ein ebenso faszinierendes Abenteuer.“